# Thermochoria jeanneli
Thermochoria jeanneli é uma espécie de libelinha da família Libellulidae.
Pode ser encontrada nos seguintes países: Quénia, Malawi, Tanzânia e Zâmbia.
Os seus habitats naturais são: florestas subtropicais ou tropicais húmidas de baixa altitude, áreas húmidas dominadas por vegetação arbustiva e marismas de água doce.
Está ameaçada por perda de habitat.